# カッチ語映画
カッチ語映画（カッチごえいが、Kutchi cinema）は、インドの映画のうちカッチ語で製作された映画であり、グジャラート州カッチ県に拠点を置く映画産業を指す。2010年公開の『Haarun Arun and Heda Hoda』はカッチ語映画として初めて国際的な映画賞を受賞した作品となり、2013年公開のグジャラート語映画『The Good Road』ではカッチ県が題材に選ばれ、同作は第86回アカデミー賞のアカデミー外国語映画賞インド代表作品にエントリーされている。

## 主な作品
- Kam Ja Kuda（2015年）
- Tran Tapori Chotho Chor（2015年）
- Kutchi No. 1（2015年）
- Navda Natta Malen（2016年）